# Queenie Allen
Queenie M. Allen (* Dezember 1911; † 2. August 2007, verheiratete Queenie Webber) war eine englische Badmintonspielerin.

## Karriere
Queenie Allen war eine der bedeutendsten englischen Badmintonspielerinnen der 1940er und 1950er Jahre. Sie gewann die offenen internationalen Meisterschaften von Dänemark, Schottland, Südafrika, Irland und Frankreich. Bei den All England in ihrer Heimat verlor sie fünfmal ein Finale, gewann aber 1949 auch einen Doppeltitel mit Betty Uber.

## Sportliche Erfolge
| Saison | Veranstaltung                              | Disziplin   | Platz | Name                                |
| ------ | ------------------------------------------ | ----------- | ----- | ----------------------------------- |
| 1939   | Denmark Open                               | Damendoppel | 1     | Ruth Dalsgaard / Q. M. Allen        |
| 1947   | Irish Open                                 | Dameneinzel | 1     | Queenie Allen                       |
| 1947   | Irish Open                                 | Damendoppel | 1     | Queenie Allen / Betty Uber          |
| 1948   | Irish Open                                 | Dameneinzel | 1     | Queenie Allen                       |
| 1948   | Scottish Open                              | Damendoppel | 1     | Queenie Allen / Betty Uber          |
| 1948   | Scottish Open                              | Dameneinzel | 1     | Queenie Allen                       |
| 1948   | All England                                | Damendoppel | 2     | Betty Uber / Q. M. Allen            |
| 1948   | Südafrikanische Meisterschaft              | Damendoppel | 1     | Betty Uber / Q. M. Allen            |
| 1949   | Irland: Internationale Meisterschaften     | Mixed       | 1     | Harold Marsland / Q. M. Allen       |
| 1949   | Irland: Internationale Meisterschaften     | Damendoppel | 1     | Q. M. Allen / Betty Uber            |
| 1949   | All England                                | Damendoppel | 1     | Betty Uber / Q. M. Allen            |
| 1949   | All England                                | Mixed       | 2     | Wynn Rogers / Queenie Allen         |
| 1949   | Scottish Open                              | Dameneinzel | 1     | Q. M. Allen                         |
| 1949   | Scottish Open                              | Damendoppel | 1     | Queenie Allen / Betty Uber          |
| 1950   | All England                                | Damendoppel | 2     | Betty Uber / Queenie Allen          |
| 1950   | Nottinghamshire Championships              | Dameneinzel | 1     | Queenie Allen                       |
| 1950   | Nottinghamshire Championships              | Mixed       | 1     | Harold Marsland / Queenie Allen     |
| 1950   | Schottland: Internationale Meisterschaften | Dameneinzel | 1     | Q. M. Allen                         |
| 1950   | Schottland: Internationale Meisterschaften | Damendoppel | 1     | Q. M. Allen / Betty Uber            |
| 1951   | French Open                                | Mixed       | 1     | Eddy B. Choong / Q. M. Allen Webber |
| 1951   | All England                                | Damendoppel | 2     | M. Henderson / Queenie Webber       |
| 1951   | French Open                                | Damendoppel | 1     | Q. M. Allen Weber / Audrey Stone    |
| 1951   | Schottland: Internationale Meisterschaften | Damendoppel | 1     | Q. M. Allen Weber / Betty Uber      |
| 1952   | French Open                                | Mixed       | 1     | Eddy B. Choong / Q. M. Allen Webber |
| 1952   | All England                                | Damendoppel | 2     | Betty Uber / Queenie Allen          |
| 1953   | Schottland: Internationale Meisterschaften | Damendoppel | 1     | Q. M. Allen Webber / A. M. Horner   |

## Länderspiele
Für England stand sie 19 Mal in der Nationalmannschaft.
| Gegner     | Saison                                                        |
| ---------- | ------------------------------------------------------------- |
| Dänemark   | 1947/48, 1949/50, 1950/51                                     |
| Irland     | 1938/39, 1946/47, 1947/48, 1948/49, 1949/50, 1950/51, 1951/52 |
| Schottland | 1946/47, 1947/48, 1949/50, 1950/51                            |
| Schweden   | 1951/52                                                       |
| Südafrika  | 1947/48 (4×)                                                  |

## Referenzen
- Statistiken des englischen Verbandes
- 1948 in Südafrika
- Q. M. Webber im neuen Jahrtausend
- Nachruf (PDF)
- Geburtsjahr

| Personendaten    | Personendaten                             |
| ---------------- | ----------------------------------------- |
| NAME             | Allen, Queenie                            |
| ALTERNATIVNAMEN  | Webber, Queenie; Allen Webber; Queenie M. |
| KURZBESCHREIBUNG | englische Badmintonspielerin              |
| GEBURTSDATUM     | Dezember 1911                             |
| STERBEDATUM      | 2. August 2007                            |